# Iarém
Iarém (em inglês: Yaren) é um distrito no sul de Nauru. É a capital de facto de Nauru e é coextensiva ao círculo eleitoral de Iarém. Cobre uma área 1,5 km² (quase 1/10 da ilha) e, em 2003, possuía uma população de 1 100 habitantes.
O parlamento, a maioria das instituições governamentais, a sede da companhia aérea Our Airline e o único aeroporto da ilha (o Aeroporto Internacional de Nauru) estão situadas em Iarém, e o distrito assim é listado como "capital" do país. Porém, a sede do poder executivo localiza-se no distrito vizinho, Meneng.

## História
A história de Iarém está intimamente ligada à história de Nauru, principalmente devido às condições naturais em que este distrito está inserido. Ele encontra-se em uma ilha praticamente isolada das outras regiões do planeta.
Os habitantes tradicionais de Iarém são descendentes do clã Mokwa. Os membros do clã Mokwa, portanto, foram os primeiros habitantes de Iarém a estabelecerem assentamentos ou residências fixas neste distrito.

### Descobrimento e colonização

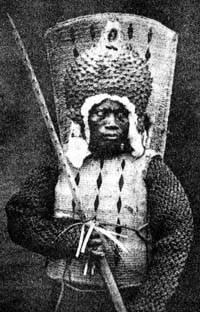
Guerreiro nauruano em cerca de 1880

O distrito, assim como toda a ilha, é habitado por povos polinésios há pelo menos 3 000 anos. Esses povos, tradicionalmente divididos em 12 clãs, praticavam a aquicultura – capturando peixes marítimos e ambientando-os à água potável na Laguna Buada, proporcionando uma fonte adicional e confiável de alimentos. Os outros componentes alimentares produzidos localmente incluíam coco e frutas pandanus.
Entre 1798 e 1830 a população local teve seu primeiro contato com os navegadores e comerciantes ocidentais britânicos. Neste tempo, desertores de alguns destes navios começaram a viver na ilha de Nauru. A região do clã Mokwa, assim como as outras regiões da ilha, prosperou com o fluente comércio desenvolvido pelo contato com as embarcações comerciais que lá aportavam.
Entre 1878 e 1888, a Guerra Tribal Nauruana resultou em uma redução da população de Nauru de 1 400 para 900 pessoas. Esta guerra levou à quase extinção de alguns clãs locais.
Depois que a ilha Nauru foi incorporada ao II Reich, em 1888, e anexada ao Protetorado Alemão de Marshall, o território Mokwa teve seu nome modificado para Iarém, assim como a ilha Nauru, que teve seu nome modificado para Nawodo ou Onawero.
A chegada dos alemães acabou com a guerra tribal, e as mudanças sociais trazidas pela guerra estabeleceram reis como governantes da ilha. Missionários cristãos das Ilhas Gilbert chegaram lá em 1888. Os alemães governaram Nauru por quase três décadas e, durante este período, Iarém foi beneficiada pela construção de um aeroporto (base aérea) em seu território. A população local aumentou substancialmente neste período.

### Descoberta do fosfato
Quando foi descoberto fosfato em Nauru, em 1900, houve um grande fluxo de pessoas e capitais para a ilha e, a partir disto, o padrão de vida local se transformou. Nauru e especificamente Iarém se tornaram locais econômica e geograficamente estratégicos para as grandes potências imperiais. Além de grande suporte econômico aos alemães, Iarém serviu como base aérea e naval durante a Primeira Guerra Mundial.

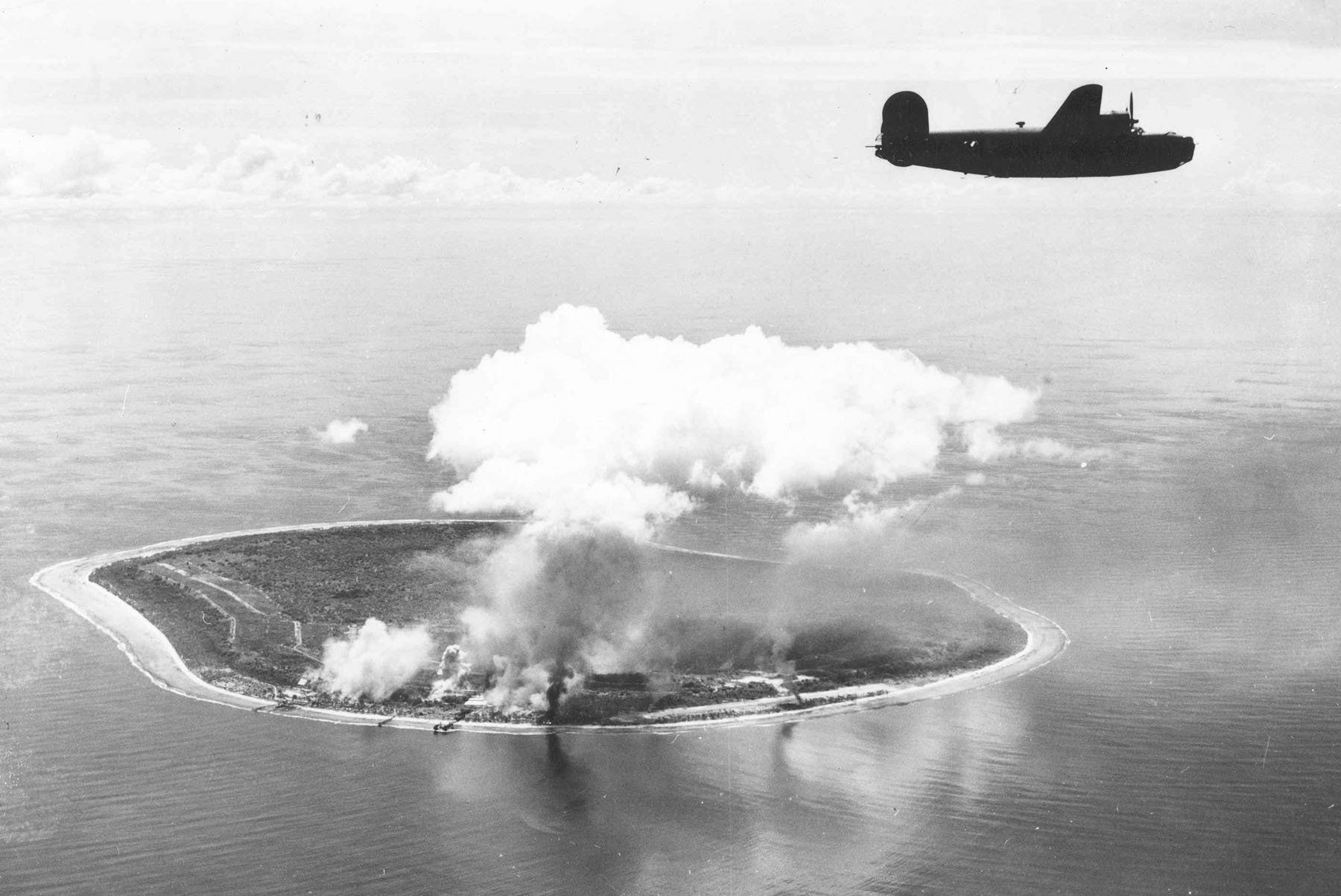
Força Aérea Estadunidense bombardeando a base japonesa em Iarém durante a Segunda Guerra Mundial

### Após a Primeira Guerra
Com a derrota do II Reich na Primeira Guerra Mundial, Nauru passou ao protetorado da Liga das Nações. Em 1923, a Liga das Nações cedeu a ilha ao mandato australiano, em conjunto com o Reino Unido e a Nova Zelândia.
Em 1921, uma epidemia de gripe causou a morte de 230 habitantes da ilha. Com o advento do protetorado australiano, Iarém passou a sediar a maioria dos organismos governamentais da ilha, tornando-se a primeira "capital" desta. Neste período, também, houve a intensificação da extração do mineral fosfato pelas companhias australianas. A renda local cresceu bastante, propiciando a Nauru uma das maiores rendas per capita do mundo.

### Segunda Guerra Mundial
As tropas japonesas ocuparam Nauru em 26 de agosto de 1942, durante a Segunda Guerra Mundial, e transformaram Iarém em uma base aérea. A base foi bombardeada pela primeira vez em 25 de março de 1943, impedindo o abastecimento de alimentos que seriam levados para Nauru.
Iarém foi libertada do império japonês em 13 de setembro de 1945, quando o capitão Hisayaki Soeda, o comandante de todas as tropas japonesas em Nauru, entregou a ilha para o Exército Australiano e a Royal Australian Navy. Em 1947, as Nações Unidas estabeleceram a tutela da ilha para a Austrália, e a Nova Zelândia e o Reino Unido tornaram-se seus curadores.

### Após a Segunda Guerra
Em janeiro de 1966, a ilha de Nauru tornou-se autorregulada, e seguindo uma convenção constitucional, tornou-se independente em 1968. O estabelecimento da constituição nauruana não formalizou uma capital para o país, contudo, desde a independência da nação, Iarém passou a representar de facto esta função.
Até à década de 1990, a renda obtida através da mineração de fosfato propiciou aos habitantes de Iarém um dos mais altos padrões de vida no Pacífico e no mundo.

## Geografia

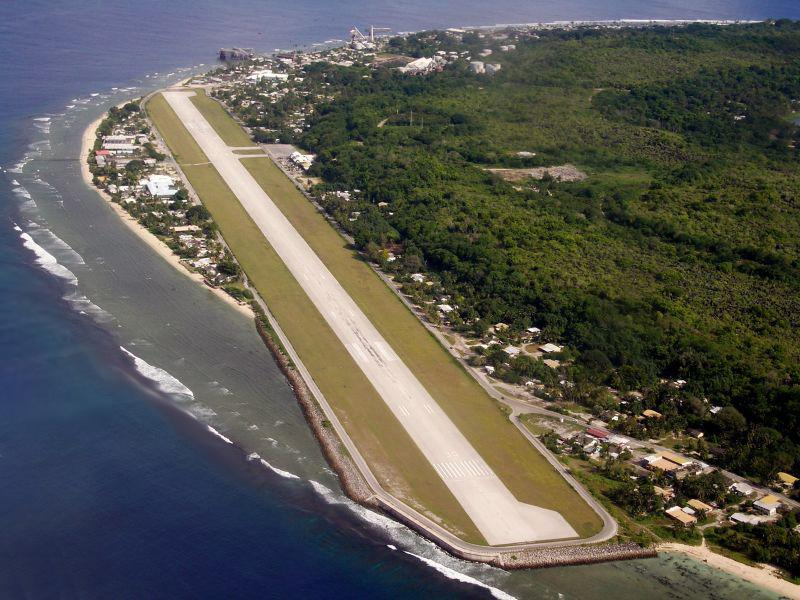
Vista aérea de Iarém, com destaque ao Aeroporto Internacional de Nauru

O distrito de Iarém está localizado na ilha semi-oval de Nauru, no sudoeste do Oceano Pacífico. Iarém representa territorialmente pouco mais de 7% da ilha, ou 1,5 km². Sua faixa litorânea é cercada por um recife de coral, que fica exposto durante a maré baixa. O arrecife é limitado por águas marítimas profundas, e no interior por uma praia de areia. A presença do arrecife impede que grandes embarcações se aproximem de Iarém, sendo possível a comunicação com navios maiores somente por pequenos barcos. A faixa costeira do distrito (de 150 a 300 metros) é fértil, porém densamente povoada, o que impede o desenvolvimento de técnicas agrícolas no território.
Nauru é uma das três grandes ilhas de rocha fosfática no Oceano Pacífico (as outras são Banaba em Quiribati e Makatea na Polinésia Francesa). No entanto, as reservas de fosfato de Nauru estão esgotadas para todos os efeitos práticos. A mineração de fosfato no planalto central deixou um terreno estéril de pináculos de calcário irregulares até 15 metros de altura. A parte interior do território de Iarém também foi minerada, fato que também tornou improdutiva estas terras. Após um século de mineração, esta retirou e devastou cerca de 70% da superfície terrestre de Iarém.
Há recursos naturais limitados de água doce sobre toda a ilha de Nauru. Em Iarém, a única fonte natural de água doce vem da Caverna Mokwa.  Fontes adicionais de água são conseguidas através de tanques de armazenamento de água coletada das chuvas e de usinas de dessalinização.

### Clima
Em Iarém, o clima é equatorial (quente e muito úmido durante todo o ano), devido à proximidade da ilha com a linha do Equador e com o oceano. Iarém, assim como a ilha de Nauru, é atingida por constantes chuvas e monções entre novembro e fevereiro. A precipitação anual é altamente variável, e é influenciada pelo fenômeno El Niño, com períodos secos significativos. A temperatura oscila em Iarém entre 26 e 35 °C durante o dia e entre 22 e 34 °C durante a noite. Como Nauru é um país insular, está muito vulnerável a mudanças climáticas e a alterações do nível do mar. Parte das terras de Iarém são suficientemente elevadas, mas esta área ainda está inabitável, pois o programa de reabilitação dos solos minerados ainda está sendo implementado.
| Dados climatológicos para Iarém | Dados climatológicos para Iarém | Dados climatológicos para Iarém | Dados climatológicos para Iarém | Dados climatológicos para Iarém | Dados climatológicos para Iarém | Dados climatológicos para Iarém | Dados climatológicos para Iarém | Dados climatológicos para Iarém | Dados climatológicos para Iarém | Dados climatológicos para Iarém | Dados climatológicos para Iarém | Dados climatológicos para Iarém | Dados climatológicos para Iarém |
| Mês                             | Jan                             | Fev                             | Mar                             | Abr                             | Mai                             | Jun                             | Jul                             | Ago                             | Set                             | Out                             | Nov                             | Dez                             | Ano                             |
| ------------------------------- | ------------------------------- | ------------------------------- | ------------------------------- | ------------------------------- | ------------------------------- | ------------------------------- | ------------------------------- | ------------------------------- | ------------------------------- | ------------------------------- | ------------------------------- | ------------------------------- | ------------------------------- |
| Temperatura máxima recorde (°C) | 34                              | 37                              | 35                              | 35                              | 32                              | 32                              | 35                              | 33                              | 35                              | 34                              | 36                              | 35                              | 37                              |
| Temperatura máxima média (°C)   | 30                              | 30                              | 30                              | 30                              | 30                              | 30                              | 30                              | 30                              | 30                              | 31                              | 31                              | 31                              | 30                              |
| Temperatura mínima média (°C)   | 25                              | 25                              | 25                              | 25                              | 25                              | 25                              | 25                              | 25                              | 25                              | 25                              | 25                              | 25                              | 25                              |
| Temperatura mínima recorde (°C) | 21                              | 21                              | 21                              | 21                              | 20                              | 21                              | 20                              | 21                              | 20                              | 21                              | 21                              | 21                              | 20                              |
| Precipitação (mm)               | 280                             | 250                             | 190                             | 190                             | 120                             | 110                             | 150                             | 130                             | 120                             | 100                             | 120                             | 280                             | 2 080                           |
| Dias com chuva                  | 16                              | 14                              | 13                              | 11                              | 9                               | 9                               | 12                              | 14                              | 11                              | 10                              | 13                              | 15                              | 152                             |
| Fonte: Weatherbase              |                                 |                                 |                                 |                                 |                                 |                                 |                                 |                                 |                                 |                                 |                                 |                                 |                                 |

## Política

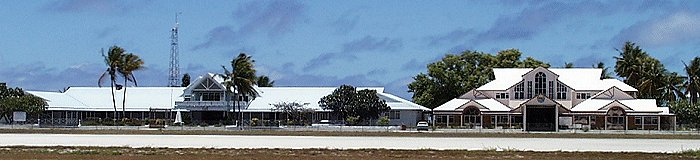
Vista da sede do governo de Nauru. À esquerda, o edifício do governo, e à direita, o Parlamento de Nauru.

Iarém e, às vezes, também o distrito de Aiwo são listadas como as capitais de Nauru, embora isso seja incorreto, pois a república não tem cidades ou uma capital oficial. Iarém é aceita pela Organização das Nações Unidas como o "principal distrito" da ilha, e de facto sua sede.
Iarém não tem prefeito ou governador distrital, não tendo também uma câmara ou poder legislativo. A administração do distrito fica a cargo do governo central de Nauru. O presidente de Nauru - atualmente Sprent Dabwido - junto com o conselho distrital (composto por cinco membros eleitos a cada dois anos), faz a gestão do distrito.
Os edifícios administrativos sediados em Iarém são:
- Parlamento de Nauru
- Estação de Polícia
- Escritórios Administrativos

## Economia
A economia de Iarém, assim como a de toda a ilha de Nauru, esteve até 1900 ligada a atividades extrativistas ou à produção de efêmero excedente. Nos séculos XVII a XIX, com o descobrimento da ilha e o aumento do fluxo de navios pesqueiros circulantes na região, os habitantes locais passaram a comercializar alimentos e bebidas alcoólicas (vinho de palma) com os marujos que aportavam no local. Inicialmente, as trocas comerciais eram feitas na base do escambo - contemplavam somente o pagamento não monetário - com o fornecimento de armas de fogo e munições. Este período de grande comercialização marcou o primeiro grande ciclo da economia local.

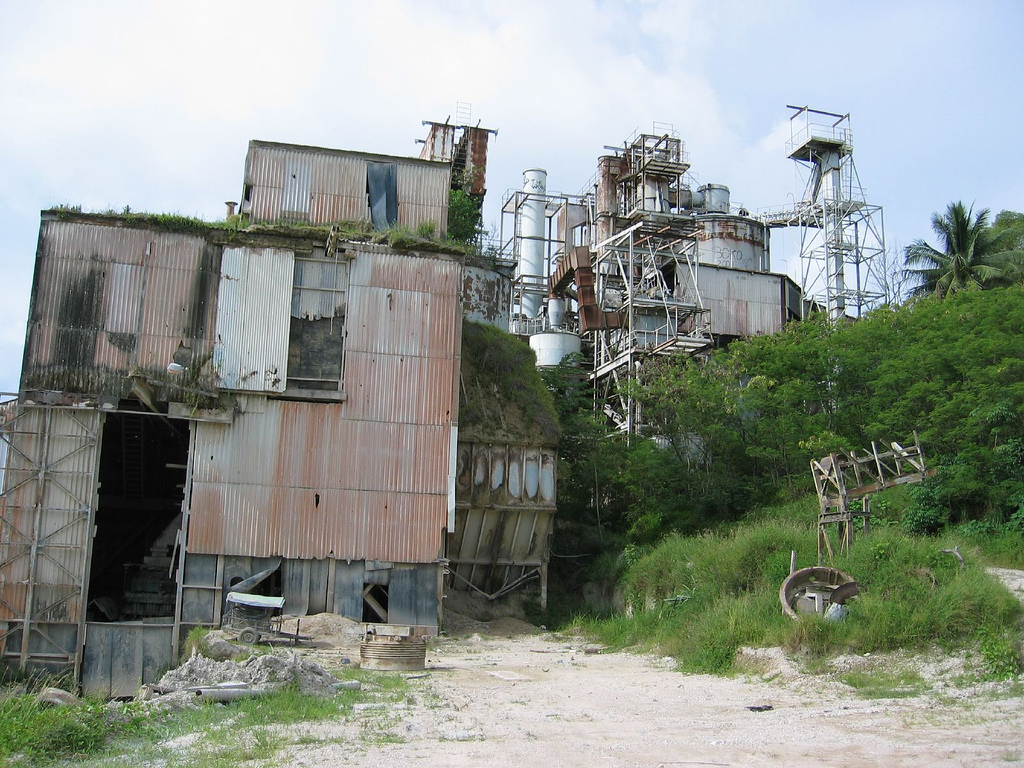
Refinaria de fosfato abandonada nos arredores de Iarém

### O II Reich e a mineração
Posteriormente, as armas e munições adquiridas nas trocas comerciais serviram durante a Guerra Tribal Nauruana. O impasse e as enormes perdas humanas geradas pelo conflito somente foram revertidas com a chegada do II Reich à ilha, em 1888. Os alemães recolheram as armas da população e centralizaram a administração local.
Os alemães construíram muitos benefícios na ilha. Criaram uma base naval e uma pequena estrutura portuária e incentivaram a produção de alimentos inserindo novos cultivos, além de, pela primeira vez, construírem assentamentos fixos no antigo território Mokwa, que viria a se chamar Iarém.
Em 1900, fosfato foi descoberto em Nauru pelo garimpeiro Albert Ellis. A Companhia de Fosfato do Pacífico começou a explorar as reservas em 1906, através de um acordo com a Alemanha. A empresa exportou a sua primeira expedição com o mineral em 1907. Essa exploração demandou a construção de uma grande infraestrutura, que propiciou um forte desenvolvimento econômico na ilha.
Com a iminente entrada dos alemães na Primeira Guerra Mundial, foi necessário que se construísse na ilha uma base aérea para a Luftstreitkräfte. Iarém foi o local escolhido para sediar a base. A construção desta base-aeroporto permitiu um amplo desenvolvimento para Iarém, que triplicou sua renda e população neste período.

### De 1914 a 1968

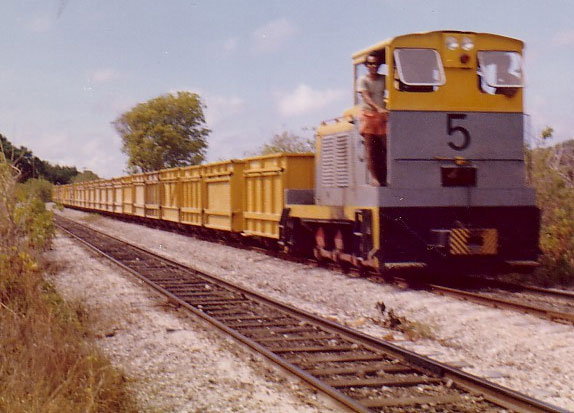
Trem que transportava o fosfato desde o planalto até a costa

Em 1914, após a eclosão da Primeira Guerra Mundial, a base aérea de Iarém foi capturada por tropas australianas. A Comunidade das Nações assinou o Acordo da Ilha Nauru em 1919, que criou um conselho conhecido como Comissão Britânica do Fosfato (BPC). Esta assumiu os direitos de mineração do fosfato na ilha de Nauru.
A crescente importância do fosfato nauruano levou o Império Japonês, que naquele momento expandia seu domínio sobre o Pacífico, a ocupar Nauru. Os japoneses transformaram o aeroporto de Iarém novamente em uma base aérea. Em 1945 Iarém, seu aeroporto e algumas minas de fosfato foram bombardeados por forças estadunidenses, o que levou à ruína a economia local.
Com o fim da Segunda Guerra, a Austrália, através da concessão da ilha dada pelas Nações Unidas, recuperou a estrutura local, reconstruiu o Aeroporto de Iarém, e restabeleceu a mineração de fosfato.

### 1968-atualidade
Neste período o governo nauruano cria a Corporação de Fosfato de Nauru com sede em Iarém. A exploração mineral se intensificou na ilha e a renda local cresceu substancialmente graças a esta mineração.
Iarém conseguiu muitos dividendos devido à sua localização. A capital nacional está de facto concentrada em Iarém graças ao seu aeroporto e à sua proximidade com o porto da ilha. A maioria das instituições estatais e financeiras se concentra no distrito. O setor de serviços, que orbita em torno destas atividades, responde por quase 90% do PIB local.
Sendo o fosfato o suporte econômico de toda a ilha, este era de vital importância. A economia de Iarém, mesmo que não diretamente, orbitava em torno desta atividade, pois o centro financeiro da ilha se localizava lá. Contudo a crescente escalada da mineração em Nauru, de 1968 a 1989, trouxe um grande passivo ambiental à ilha. O agravamento das condições econômicas locais se deu a partir da década de 1990, quando ficou evidente a exaustão das minas de fosfato. Em 2000, foi reconhecida oficialmente a exaustão total das minas de fosfato de toda a ilha.
Desde o esgotamento do fosfato, o setor de turismo se tornou o motriz do crescimento de Iarém.

## Transportes
A cidade é ligada às demais localidades de Nauru por meio de uma pequena rede de estradas que percorre o perímetro da ilha. A maior estrada tem 41 quilômetros e percorre a faixa litorânea.
Para se locomover pelos distritos da ilha estão disponíveis dois táxis. As placas dos automóveis nauruanos são amarelas com uma letra e três números, ambos em cor azul. Há, ainda, um terminal rodoviário.
A cidade é servida pelo único aeroporto da ilha, o Aeroporto Internacional de Nauru, dotado de uma longa pista. A única empresa aérea disponível é a Our Airline, com voos que partem apenas às quintas e sextas-feiras, com destino a Honiara, nas Ilhas Salomão, e Brisbane, na Austrália.

## Turismo
O principal ponto turístico de Iarém e um dos principais de Nauru é a Caverna Moqua, um lago subterrâneo com um conjunto de cavernas cuja profundidade máxima é de 5 metros.